# Mazarin
Mazarin (рус. Масари́н) — четвёртый сольный студийный альбом, выпущенный шведским музыкантом Пером Гессле 16 июня 2003 года на шведском языке. На сегодняшний день это самый успешный (по числу продаж) сольный альбом музыканта, выпущенный в Скандинавии. Эта работа повлияла и на дальнейшее творчество музыканта: так, его следующий сольный альбом En handig man (2007) поклонники часто называют «Mazarin−2».
По мнению Пера Гессле именно успех альбома Mazarin (2003) привёл к тому, что вышедший в следующем году альбом Gyllene Tider Finn 5 fel! (2004) и последовавший за ним гастрольный тур группы по Швеции также имели огромный успех.

## Запись

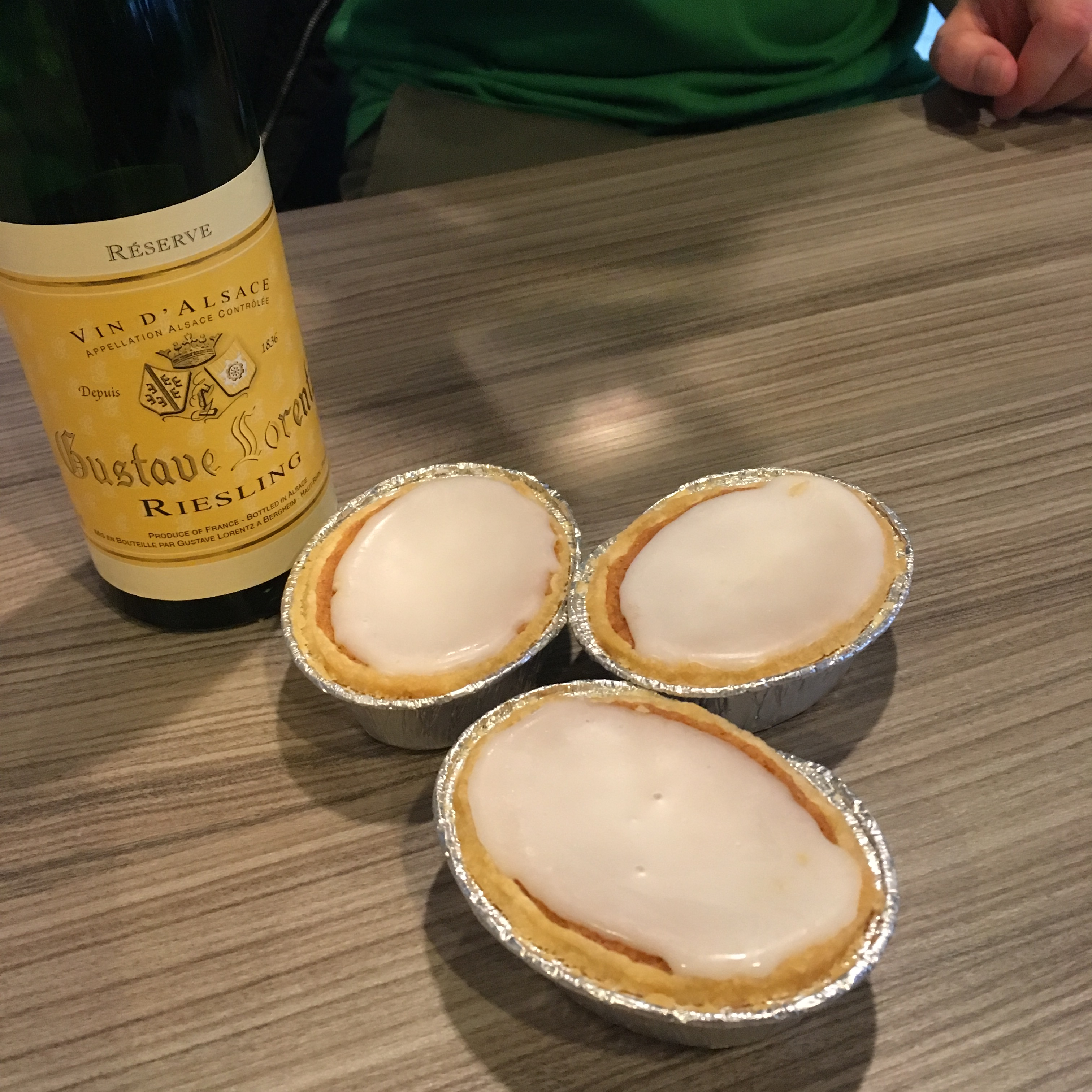
Mazarin — традиционное шведское пирожное к чаю

Масарин — шведское слово, означающее пирожное к чаю, имеющее близкий английский аналог — cup cake. Настоящие масарины можно попробовать в кафе при одном из магазинов шведских товаров для дома.
Запись альбома началась в начале 2003 года, после выпуска сборника Roxette «The Pop Hits». Сессии проходили в акустической студии гитариста и продюсера Кристофера Лундквиста в провинции Сконе на юге Швеции. Студия «Aegosol Grey Machine» имеет несколько акустических эхо-комнат, а также коллекцию инструментов, собранную Лундквистом, что позволило добиться необычного, по сравнению с остальными работами Гессле, звучания.
Пер Гессле: Это была потрясающая работа, записывать этот альбом. На самом деле невероятная. Мы остановились в хостеле и работали круглые сутки, 5 недель подряд в заснеженной провинции Сконе. Кристофер и Кларенс разделяли мою мечту создать тёплый и современный альбом, заставляющий задуматься. Одно из преимуществ альбома — отсутствие чего-либо в этом духе. В то время, как один из его недостатков — отсутствие подобного звучания. Этот альбом один из тех, у которого нет сингла или просто синглов. Когда я дал его послушать десяти людям, они предложили мне как минимум семь синглов. Я имею в виду, что первый сингл «Här kommer alla känslorna (på en och samma gång)» это 11 трек на диске, это о многом говорит. Нечасто я сталкивался с такой ситуацией, даже в лучшие годы своей карьеры, лет 25 тому назад. Я благодарен Линдси Бакингэму (Fleetwood Mac) и Джорджу Харрисону за этот альбом. Это именно такое звучание, которого мы хотели достигнуть, идеальный звук из 1970-х. Весь альбом звучит так, звучит воздушно, игриво, музыка дышит.
Оригинальный текст (англ.)
It's been a totally fantastic recording. An incredible recording really. We stayed in a hostel and worked basically around the clock, five weeks down in a snow-covered Skåne. Christoffer and Clarence shared my dream to make a warm, immediate and yet kind of thoughtful album. One of the albums advantages is that nothing sounds like this. While one of its disadvantages is that nothing sounds this. This album is one of those which don't have any single or just singles. When I played it for ten people, they have proposed me at least seven singles. I mean, the first single 'Här kommer alla känslorna [på en och samma gång]' is track number eleven on the album, and that says a lot. It's not many times that I've found myself with such a reaction. Even if it have been great years, the past 25. I also thank Lindsey Buckingham (Fleetwood Mac) and George Harrison on the album. This is the sound we've tried to get, the ideal sound is from 1971 72. It goes through the entire album, it sounds airy, playful, the music breathes.

При исполнении песен возникла необходимость в женском вокале. Тогда Лундквист порекомендовал Перу Хелену Юсефссон, в то время молодую вокалистку группы Sandy Mouche, чей альбом Лундквист продюсировал. Бэк-вокалистка оправдала ожидания, позже благодаря успеху альбома, она работала и с Gyllene Tider (2004), и над другими сольными альбомами Гессле (2005, 2007 и 2009).
Во время работы над альбомом Пер Гессле также впервые попробовал себя в качестве режиссёра, сняв документальный фильм «En mazarin blir till» (Производство альбома «Масарин»). Фильм длится около 30 минут и рассказывает о написании песен и работе музыкантов в студии. Изначально фильм был записан на DVD и выпущен как приложение к альбому тиражом всего 5 тысяч экземпляров. Дополнительные 4 тысячи копий были изготовлены позже из-за большого спроса на диск. Фильм был включён на DVD с записью живого концерта в Гётеборге, который был выпущен после летних гастролей в поддержку новой пластинки.
Ещё один документальный фильм «Per Gessle — Ta en kaka till (Have another cookie)», также позже записанный на гастрольный DVD, транслировал шведский телеканал SVT 25 сентября 2003 года из-за большого внимания к альбому.
Обычное (регулярное) издание альбома вышло 16 июня 2003 года в Швеции, Дании и Норвегии. 20 июня в этих же странах был выпущен ограниченный тираж альбома с DVD фильмом «En mazarin blir till».
По названию альбома, музыкантов, принявших участие в его записи, поклонники неофициально объединяют под общим названием — Mazarinerna.

## Альбом
| Формат | Лейбл                                           | Номер по каталогу | Страна     | Примечания |
| ------ | ----------------------------------------------- | ----------------- | ---------- | --- |
| CDPRO  | Elevator Entertainment / Capitol Records Sweden | нет               | Швеция     | Тонкий пластиковый прозрачный конверт с текстовым буклетом на матовой бумаге. Un-mastered. |
| CD+DVD | Elevator Entertainment / Capitol Records Sweden | 7243 5903610 6    | Нидерланды | Ограниченное издание. Тонкая двойная пластиковая коробка с глянцевым буклетом. Тираж 9 тысяч копий. CD «Mazarin». Номер по каталогу 7243 5903432 4. Защищён от копирования Бонусный DVD «En mazarin blir till». Номер по каталогу 7243 4906809 4 |
| CD     | Elevator Entertainment / Capitol Records Sweden | 7243 5903432 4    | Нидерланды | Первое стандартное издание. Пластиковая коробка с цветным буклетом на глянцевой бумаге. Диск защищён от копирования технологией «Copy-controlled».                                                                                               |
| CD     | Elevator Entertainment / Capitol Records Sweden | 7243 5903432 4    | Нидерланды | Второе стандартное издание. Пластиковая коробка с буклетом на матовой бумаге. От копирования диск не защищён. |
| LP     | Elevator Entertainment / Capitol Records Sweden |                   | Швеция     | Виниловая пластинка вышла 7 июля 2017 года, более чем через 14 лет после выхода оригинального альбома. Примерно 100 штук были подписаны лично Пером Гессле и продавались в его отеле «Tylösand» в Хальмстаде.                                    |

| #  | Оригинальное название                            | Перевод                                       | Музыка / Слова | Время |
| -- | ------------------------------------------------ | --------------------------------------------- | -------------- | ----- |
| 1  | Vilket håll du än går                            | Начни дышать                                  | Пер Гессле     | 3:18  |
| 2  | Om du bara vill                                  | Всё что хочешь ты                             | Пер Гессле     | 3:47  |
| 3  | På promenad genom stan                           | На прогулке по городу                         | Пер Гессле     | 3:21  |
| 4  | Smakar på ett regn                               | Пробуя дождь                                  | Пер Гессле     | 3:27  |
| 5  | Gungar                                           | Качаюсь                                       | Пер Гессле     | 3:37  |
| 6  | Födelsedag                                       | День рождения                                 | Пер Гессле     | 3:13  |
| 7  | Sakta mina steg                                  | Замедли мои шаги                              | Пер Гессле     | 2:35  |
| 8  | Tycker om när du tar på mej                      | Мне нравится, когда ты до меня дотрагиваешься | Пер Гессле     | 3:27  |
| 9  | Spegelboll                                       | Стеклянный шар                                | Пер Гессле     | 3:31  |
| 10 | För bra att vara sant                            | Слишком хорошо, чтобы быть правдой            | Пер Гессле     | 3:29  |
| 11 | Här kommer alla känslorna (på en och samma gång) | Вот нахлынули все чувства (все сразу)         | Пер Гессле     | 2:43  |
| 12 | Jag tror du bär på en stor hemlighet             | Я думаю, ты знаешь большой секрет             | Пер Гессле     | 3:59  |
| 13 | Varmt igen                                       | Снова тепло                                   | Пер Гессле     | 4:21  |
| 14 | Mazarin                                          | Масарин                                       | Пер Гессле     | 3:23  |

### Обзор
1. Vilket håll du än går — перед началом звучания композиции слышно щебетание птиц, что по мнению Пера должно напоминать о лете[6]
2. Om du bara vill — в 2007 году эту песню Пер Гессле и Хелена Юсефссон исполняли на концертах вместе. Во время тура того же года в палатке с сувенирами продавалось нижнее бельё с названием песни — «Всё что хочешь ты!»
3. På promenad genom stan — песня о прогулке по Хальмстаду, родному городу Пера. Бэк-вокал для неё Мари Фредрикссон записала в студии «Винден» в своём доме в Юрсхольме.
4. Smakar på ett regn — грустная песня о лете и о том, как романтично гулять под дождём и пробовать его на вкус.
5. Gungar — мелодичная баллада в гитарной аранжировке Кристофера Лундквиста.
6. Födelsedag — написана и исполнена в стиле Roxette середины 1990-х годов. Посвящена дню рождения Габриэля, сына музыканта. Эта песня исполнялась на фестивале, посвящённом дню рождения шведской кронпринцессы Виктории в присутствии именинницы и Его Королевского Величества Карла XIV Густава 14 июля 2003 года.[10][11]
7. Sakta mina steg — мелодичная колыбельная, которую Пер поёт фальцетом.
8. Tycker om när du tar på mej — автор песни не раз признавался со сцены[7] и в интервью, что это его самая любимая песня. Поклонники коллектива решили, что поскольку Пер по привычке всегда называет одну из песен из нового альбома «своей самой любимой», в скором времени с выходом новой пластинки, появится новая «любимая песня». Однако, этого не произошло. «Tycker om…» до сих пор осталась единственной песней, о которой Гессле говорит особо. Видимо потому, что он посвятил её своей супруге.[6]
9. Spegelboll — стеклянный шар, наподобие тех, что висят на дискотеках и крутятся, отражая свет софитов и прожекторов. Быстрая, ритмичная композиция. Единственная песня в альбоме, записанная и отредактированная в формате HDCD. Предполагалось выпустить DVD-сингл, но позже был выпущен только 12" сингл на белом виниле.

Эстонская поп-рок группа Vanilla Ninja обратилась в Перу Гессле в 2008 году с просьбой записать [совместный] сингл. Музыкант предложил группе демоверсии двух песен: «T-t-t-take it!» и «Every Day Outside My Window», однако они не были записаны. Вместо этого, Vanilla Ninja записала сингл «Crashing Through The Doors (BRI Version)» на музыку песни «Spegelboll». Авторами английского текста стали Lenna Kuurmaa и Piret Järvis. Песня была записана в мае 2008 года на таллиннской студии «Sonicmedia Studio» (инженер звукозаписи: Siim Mäesalu) и выпущена на чилийском лейбле «Broken Records International S.A.».
1. För bra för att vara sant — исполнена в стиле Roxette, гитарные рифы и довольно громкий вокал Пера.
2. Här kommer alla känslorna (på en och samma gång) — первый и самый успешный сингл из альбома. Популярность песни была настолько высока, что Пер исполнил её на концерте, посвящённом 25-летнему юбилею Gyllene Tider, при том, что эта композиция из его сольного альбома[12].
3. Jag tror du bär en stor hemlighet — ритмичная песня с необычной перкуссией в исполнении Хелены Юсефссон.
4. Varmt igen — медленная и мелодичная песня о надежде на солнце и тепло. Актуально в холодные шведские зимы. Эта песня была включена в альбом Питера Йобека (Peter Jöback) «Jag kommer hem igen till jul», который вышел в ноябре 2002 года в Швеции.
5. Mazarin — инструментальная песня, являющаяся продолжением предыдущей композиции.

### Обложка альбома и буклет
Автором фотографии для обложки альбома, выступил нидерландский фотохудожник и режиссёр Антон Корбейн, сотрудничавший с такими музыкантами как Depeche Mode, U2 и другими. Фотографии для буклета были сделаны в Риме, Италия в марте 2003 года. Рисунки в буклете и тексты песен были нарисованы и написаны от руки лично Пером Гессле по дизайну Корбейна. Фотограф также лично руководил оформлением сцены для гастрольного тура в поддержку альбома «Mazarin sommarturné 2003».
После работы над альбомом «Mazarin», Пер приглашал Корбейна для работы над обложками для других своих сольных альбомов (2005, 2007).

### Участники записи
Пер Гессле — вокал, электро- и акустическая гитара, губная гармошка 

Кристофер Лундквист — электрогитара, бэк-вокал, банджо 

Хелена Юсефссон — бэк-вокал, перкуссия 

Йенс Йонссон — ударные 

Кларенс Эверман — клавишные 

Йонас Исааксон — электро- и акустическая гитара 

Андерс Херрлин — бас-гитара, бэк-вокал 

Мари Фредрикссон — бэк-вокал (в песне «På promenad genom stan»)

## Песни не вошедшие в альбом
- В 1998 году Гессле написал песню «Walk on, Lonely Eyes» для студийного альбома Roxette Have a Nice Day. В альбом она не вошла и была переведена на шведский язык: под названием «Måla mitt minne» предложена шведскому артисту Фредди Вадлингу (1951—2016). Вадлинг записал её для своего альбома «Jag är monstret[швед.]» (2005)[14]. В 2002 году Гессле сам записал демоверсию песни «Måla mitt minne» на хальмстадской студии T&A (19 ноября 2002 года) (Пер Гессле сам играет на большинстве инструментов и Матс МП Перссон — на бас-гитаре. Anna Lönnberg-Volden исполнила партию бэк-вокала.)[15] и хотел включить её в альбом Mazarin, но и в этот альбом песня не попала. В итоге, Гессле выпустил песню под названием «En vacker dag» в одноимённом альбоме «En vacker dag» (2017), записанном в Нашвилле, штат Теннесси. Демоверсия «En vacker dag» была записана в хальмстадской студии «T&A» 20 и 21 июля 2016 года[16]. В 2022 году демоверсия «Måla mitt minne» была выпущена в цифровом формате в альбоме «The Per Gessle Archives — 20 Vackra Demos» в качестве традиционного подарка музыканта своим поклонникам на собственный день рождения (12 января). Сам Гессле признаётся, что, «оглядываясь назад», предпочитает именно хальмстадскую демоверсию нашвилльской[17].

## Синглы

Обложка промосингла «På promenad genom stan»

- Spegelball

На 12" белом виниле, промосингл, только в Дании. Всего 500 копий. На каждой стороне А и В записана только одна песня, «Spegelball».
- Här kommer alla känslorna (på en och samma gång)[18]

1. Här kommer alla känslorna (på en och samma gång) (2.39)
2. Nu ar det ju juli igen, ju (2.18)

- Om du bara vill[19] Промосингл, только в Норвегии.

1. Om du bara vill (3.46)

- På promenad genom stan

1. På promenad genom stan
2. Inte tillsammans, inte isar (демоверсия № 2, студия Tits & Ass, 28 июня 2003)

Промосингл «På promenad genom stan» имеет номер по каталогу CDPRO4330 и такой же трек-лист, как и обычный сингл.
- Tycker om när du tar på mej

1. Tycker om när du tar på mej (3.25)
2. Mannen dem guitarr (демоверсия 20 ноября 2002) (3.15)
3. Viskar (демоверсия 30 августа 2002) (3.29)
4. Kyss fran en framling (демоверсия 18 октября 1999) (3.03)

## Отзывы критиков
- Корреспондент шведской газеты «Aftonbladet» Пер Бьюрман говорит, что Гессле предлагает слушателю «прямой и простой поп». Обозреватель крайне положительно отзывается об альбоме, называя его «прекрасным». Он особо выделяет заглавный сингл «Här kommer alla känslorna (på en och samma gång)», а также отмечает песни «Vilket håll du än går» и «Smakar på ett regn». Про композицию «Tycker om när du tar på mig» Бьюрман говорит, как про лучшую балладу, которую Гессле когда-либо написал, а песня «Spegelboll» по мнению критика — вариант «Atomic» группы Blondie.[20]
- Андерс Нунстед, обозреватель шведской газеты «Expressen» пишет, что альбом Гессле звучит «сенсационно». По его мнению это «базовый радио поп, но в иной форме». По мнению критика альбом чувствуется «очень лично». Песня «På promenad genom stan» называется «отличной балладой» и сравнивается с хитом Gylle Tider «Flickan i en Cole Porter-sång». «Tycker om när du tar på mig» называется самой сильной композицией альбома и «классической песней Гессле». Также особо отмечаются «Födelsedag» как «настоящий рок» и «Spegelboll». В конце обзора Нунстед, говоря о Гессле, отмечает, что «парень настолько уникален, что его фамилия — это синоним звука».[21]
- Стефан Мальмквист, обозреватель шведской ежедневной газеты «Svenska Dagbladet» оценивает альбом на 5 из 5. Он пишет, что «Mazarin» станет самым проигрываемым диском в Швеции. По мнению критика такие песни как «Vilket håll du än går», «På promenad genom stan» и «Här kommer alla känslorna» «будут звучать из каждого угла летними вечерами». Песню «Spegelboll» он сравнивает с хитом Blondie «Call me». В конце обзора Мальмквист отмечает, что Гессле в этом альбоме «нашёл свои лучшие стороны».[22]
- Фредрик Веландер, обозреватель портала «Dagens Skiva» (Ежедневная пластинка) оценивает альбом на 7 из 10. Он пишет, что Гессле и его голос «навсегда ассоциируются в Швеции с летом и альбом „Mazarin“ здесь не исключение». Композицию «Födelsedag» он называет лучшим творением Гессле со времен расцвета Gyllene Tider (в 1996 году). То же относится и к «Spegelboll»: «маленькая сенсация на танцполе городского отеля этим летом».[23]
- Норвежские газеты «VG», «Aftenposten»[24], «Nettavisen»[25] оценили альбом на 5 из 6, в то время как норвежская «Dagbladet» поставила 4 из 6.[26]
- После выхода альбома, шведский таблоид «Aftonbladet» назвал Пера Гессле «королём поп-музыки».[27][28]

## История альбома
Достижения
- Продажи диска составили более 350 000 копий (5 платиновых наград, сертификат 2891[29]), став самым продаваемым музыкальным альбом в Швеции в 2003 году. Он принёс Перу Гессле несколько шведских музыкальных наград, среди которых «Лучший альбом года» (2003) и «Лучший исполнитель» (2003).[13]
- В течение 66 недель (1 год и 3 месяца) альбом находился в самом влиятельном списке лучших дисков Швеции, из них 15 недель (3,5 месяца) — на первом месте[30]. В чартах Норвегии альбом продержался 9 недель.
- В списке самых лучших дисков, продаваемых в Швеции с 1970 года, «Mazarin» занимает 8 место. С момента начала продаж на родине музыканта, диск 7 раз получал статус платинового.[31]

Туры
10 июня 2003 года в баре Leif’s Lounge отеля «Тюлосанд» в Хальмстаде состоялся небольшой концерт, на котором были исполнены песни из этого альбома. Попасть на шоу можно было только по специальным приглашениям. Это выступление явилось своеобразным промоконцертом перед предстоящим летним туром.
После выхода альбома в июне 2003 года было объявлено о том, что в июле и августе состоится гастрольный тур по Швеции. Гастроли стали очень успешными. Так, например, премьерный концерт в Хальмстаде был раскуплен за несколько часов после поступления билетов в продажу, а также 5 самых популярных продаваемых концертов в Швеции лета 2003 года были за Гессле. На разогреве на шведских концертах выступал Матс Ронандер.
Первый концерт тура в Хальмстаде, который посетили 13.000 человек, получил самые лестные оценки прессы. На некоторые концерты были выпущены дополнительные партии билетов из-за большого количества желающих посетить шоу.
После окончания гастролей по Швеции стало известно о том, что музыканты планируют выступить в клубах Хельсинки, Осло и Копенгагена. Последний концерт был отменён по неизвестной до сих пор причине. Остальные концерты состоялись, на каждом присутствовало примерно 250—300 человек.